# Николай Русев (футболист)
Вижте пояснителната страница за други личности с името Николай Русев.
Николай Иванов Русев-Джангъра е български футболист, полузащитник.
Роден е на 26 август 1956 г. в Несебър. Играл е за Слънчев бряг, Черноморец, Оризаре (2006/пр.), Ахелой (2006/07), Черноморец /Несебър/ (2009 – 2012) и в кипърските Анагенисис и АПЕП. Финалист за Купата на Съветската армия през 1989 г. с Черноморец. Има 2 мача за Черноморец в КНК. Бивш старши треньор на Слънчев бряг, Черноморец и кипърските Анагенисис (Дериня) и ПАЕЕК (Кирения).
Николай Русев е единственият треньор, успял да класира Несебър в А група.
Николай Русев е баща на футболиста Иван Русев-Малкия Джангър.